# Феодори, Роман Николаевич

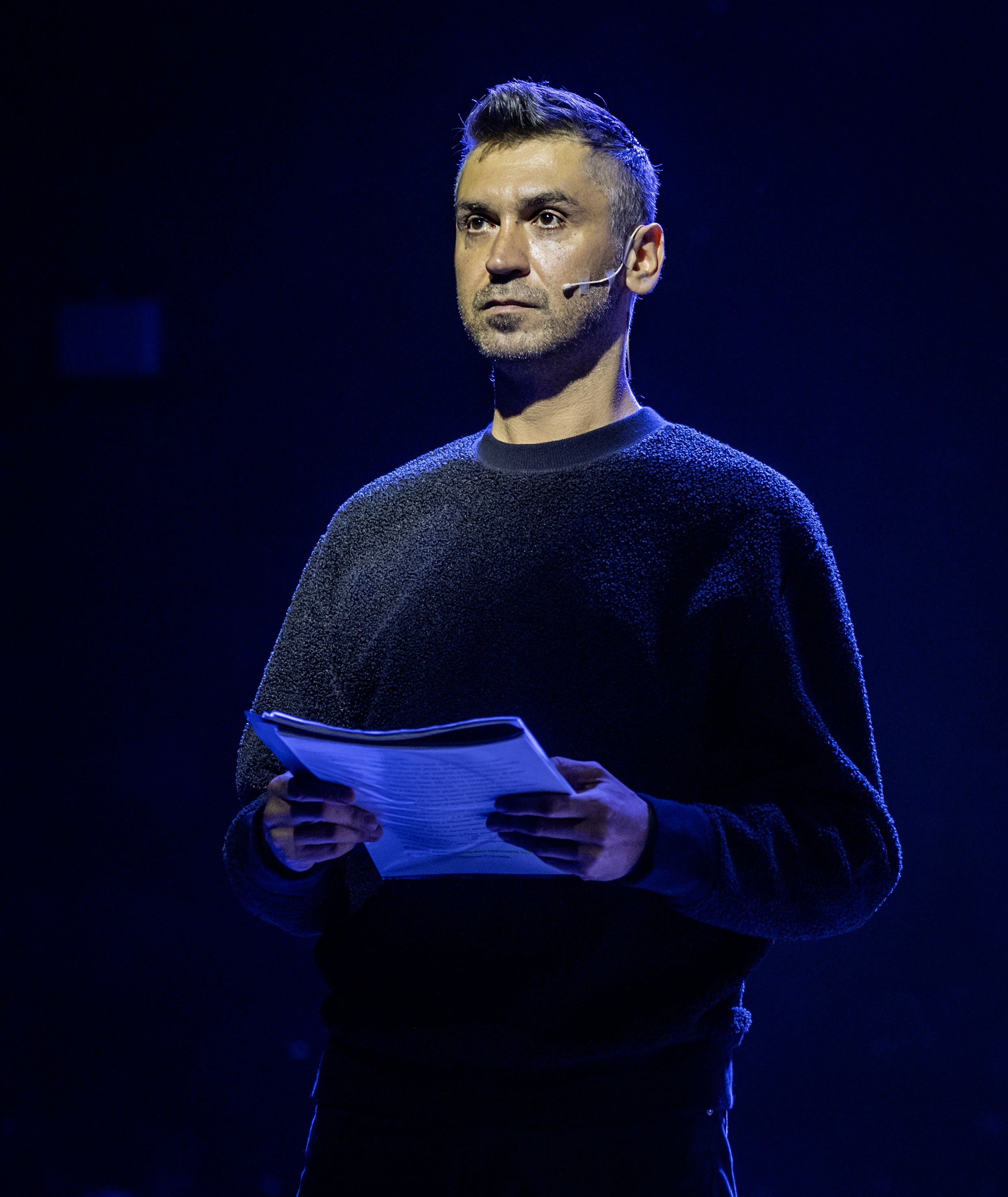
Роман Феодори в постановке "Как мы хоронили Иосифа Виссарионовича" по пьесе Артура Соломонова. Режиссер Роман Феодори. Израиль. 2024

Роман Николаевич Феодо́ри (Ильин; род. 16 октября 1978, Лобва, Новолялинский район, Свердловская область, РСФСР, СССР) — российский театральный режиссёр. Художественный руководитель Красноярского театра юного зрителя (до 26 октября 2023 года).

## Биография
Родился 16 октября 1978 года в посёлке Лобва Новолялинского района Свердловской области.
В 2001 году окончил исторический факультет Нижнетагильского государственного педагогического института. В 2004 году — Санкт-Петербургскую государственную академию театрального искусства (факультет драматического искусства, режиссёрское отделение, курс Геннадия Тростянецкого).
Как режиссёр работал в театрах России и странах Балтии. Постановки: «Добрый человек из Сычуани» Б. Брехта, «Безумная из Шайо» Ж. Жироду в Театре-студии С. Крючковой в Санкт-Петербурге, «Любовью не шутят» А. де Мюссе, «Ночь» А. Стасюка — совместно с Г. Тростянецким в Орловском театре «Свободное пространство», «Отелло» У. Шекспира в Канском драматическом театре, «Антигона» по пьесам Софокла, Ж. Ануя и Б. Брехта в Русском театре Эстонии, «Укрощение строптивой» У. Шекспира в Театре наций, «Трамвай „Желание“» Т. Уильямса, «Кориолан» У. Шекспира в Омском театре драмы, «Русалочка» по Х. К. Андерсену в Екатеринбургском ТЮЗе.
В 2010 г. — главный режиссёр Алтайского театра драмы имени В. М. Шукшина.
С 2011 г. главный режиссёр Красноярского ТЮЗа, с 2016 — художественный руководитель. Под руководством Романа Феодори в Красноярском ТЮЗе осуществляются творческие и социокультурные проекты: ежегодная Лаборатория актуальной драматургии и режиссуры «Вешалка», драматургическая лаборатория для подростков «ClassAct» (2013), проект с участием слабослышащих детей «Человеческий голос» (2014), Международный фестиваль театра юного зрителя «Язык мира» (с 2016), Конкурс творческих заявок на создание спектакля «АРТ-МАРКЕТ» (с 2019). Театр развивает направление театральной педагогики, продвигает современные театральные практики и работает с пространством. Феодори ушёл с поста художественного руководителя ТЮЗа 26 октября 2023 года, событие связывают с критикой в его адрес со стороны депутата красноярского Законодательного собрания Елены Пензиной за высказывания о президенте РФ и армии.

## Театральные работы

### Спектакли в Красноярском ТЮЗе
- 2009 — «Золушка» Е. Шварц

- 2011 — «Наташина мечта» Я. Пулинович
- 2011 — «Сказка о мёртвой царевне и семи богатырях» А. С. Пушкин
- 2012 — «Подросток с правого берега»
- 2012 — «Снежная королева» Х. К. Андерсен
- 2013 — «Сон. Лето. Ночь» У. Шекспир
- 2014 — «Окна в мир» А. Вислов по роману Ф. Бегбедера

- 2014 — «Волшебные пальцы» В. Дурненков

- 2015 — «Алиsа» по сказкам Л. Кэрролла (художественный руководитель постановки, реж. Даниил Ахмедов)
- 2016 — «Биндюжник и Король» А. Журбин, А. Эппель по произведениям И. Бабеля
- 2016 — «Пер Гюнт» Г. Ибсен
- 2017 — «Мухи» Ж.- П. Сартр
- 2018 — «Ёжик в тумане» И. Губин по сказкам С. Козлова (художественный руководитель постановки, реж. Ирина Ткаченко)
- 2018 — «Звездец» В. Шергин
- 2018 — «Хроники Нарнии. Племянник чародея» К. Льюис
- 2019 — «Хроники Нарнии. Конь и его мальчик» К. Льюис
- 2021 — «Гоголь. Экспонаты» по мотивам «Петербургских повестей» Н. Гоголя (художественный руководитель постановки, реж. Даниил Ахмедов)
- 2021 — «День матери» Дж. Бэрон
- 2022 — «Жанна Д`Арк» О. Шайдуллина, М. Бартенев

### Избранные работы в других театрах
2006
- «Добрый человек из Сычуани» Б. Брехт (Санкт-Петербург, Театр-студия Светланы Крючковой)

- «Любовью не шутят» А. де Мюссе (Орел, театр «Свободное пространство»)

2007
- «Ночь» А. Стасюк (Орел, театр «Свободное пространство»)

2008
- «Безумная из Шайо» Ж. Жироду (Санкт-Петербург, Театр-студия Светланы Крючковой)
- «Двенадцатая ночь» У. Шекспир (Тюмень, театр «Ангажемент»)

2010
- «Слуга и Господин» по роману Д. Дидро «Жак-фаталист и его хозяин» (Барнаул, Алтайский краевой театр драмы им. В. М. Шукшина)
- «Мамаша Кураж и её дети» Б. Брехт (Барнаул, Алтайский краевой театр драмы им. В. М. Шукшина)

2013
- «Антигона» Ж. Ануй (Русский театр Эстонии)
- «Укрощение строптивой» У. Шекспир (Москва, Государственный театр Наций)

2014
- «Трамвай „Желание“» Т. Уильямс (Москва, МХТ им. А. П. Чехова)

2015
- «Кориолан» У. Шекспир (Омский театр драмы)
- «Русалочка» Х. К. Андерсен (Екатеринбургский ТЮЗ)

2016
- «Майская ночь» Н. Гоголь (Саратовский ТЮЗ)

2018
- «Moliere» по произведениям Ж.-Б. Мольера и М. Булгакова (Nottara Theater, Бухарест, Румыния)

2019
- «Питер Пэн. Фантомные вибрации», совместно с режиссёром Александром Андрияшкиным (Москва, Центр им. Вс. Мейерхольда)

2020
- «Антигона», опера для драматических артистов на музыку О. Шайдуллиной (Пермский академический Театр-Театр)

2021
- «Питер Пэн в Кенсингтонском саду» по мотивам повести Дж. Барри (Екатеринбургский ТЮЗ)

2022
- «Линда ди Шамуни» Гаэтано Доницетти (Государственный академический Большой театр России)

2023-2025  
- "Как мы хоронили Иосифа Виссарионовича" по пьесе Артура Соломонова. Израиль

## Награды
- «Золотая Маска» — Всероссийский театральный фестиваль, национальная театральная премия
  - 2012 — Специальная премия жюри за спектакль «Мамаша Кураж и её дети» Б. Брехта (Алтайский театр драмы им. В. М. Шукшина)[5]
  - 2016 — Специальная премия жюри за спектакль «Алиsа» (Красноярский ТЮЗ)[6]
  - 2017 — «Золотая Маска» в номинациях «Оперетта-мюзикл/спектакль» и «Оперетта-мюзикл/работа режиссёра» за спектакль «Биндюжник и Король» (Красноярский ТЮЗ)[7]
  - 2022 — «Золотая Маска» в номинациях «Оперетта-мюзикл/спектакль» и «Оперетта-мюзикл/работа режиссёра» за спектакль «Антигона» (Театр-Театр, Пермь)
- 2014 — Гран-при XI Всероссийского фестиваля театрального искусства для детей «Арлекин» (Санкт-Петербург) за спектакль «Снежная королева» (Красноярский ТЮЗ)
- 2014 — Премия Правительства Красноярского края за личный вклад в сохранение и развитие культуры региона (Красноярск)
- 2016 — лауреат IV Межрегионального фестиваля «Ново-Сибирский транзит» (Новосибирск) в номинации «Лучшая работа режиссёра» за спектакль «Биндюжник и Король» (Красноярский ТЮЗ)
- 2020 — Звание Заслуженного работника культуры Красноярского края
- 2021 — Государственная премия Красноярского края имени И. М. Смоктуновского в области театрального искусства
- 2021 — лауреат Премии Правительства РФ им. Ф. Волкова за вклад в развитие театрального искусства.